# Ala I Thracum (Britannia)

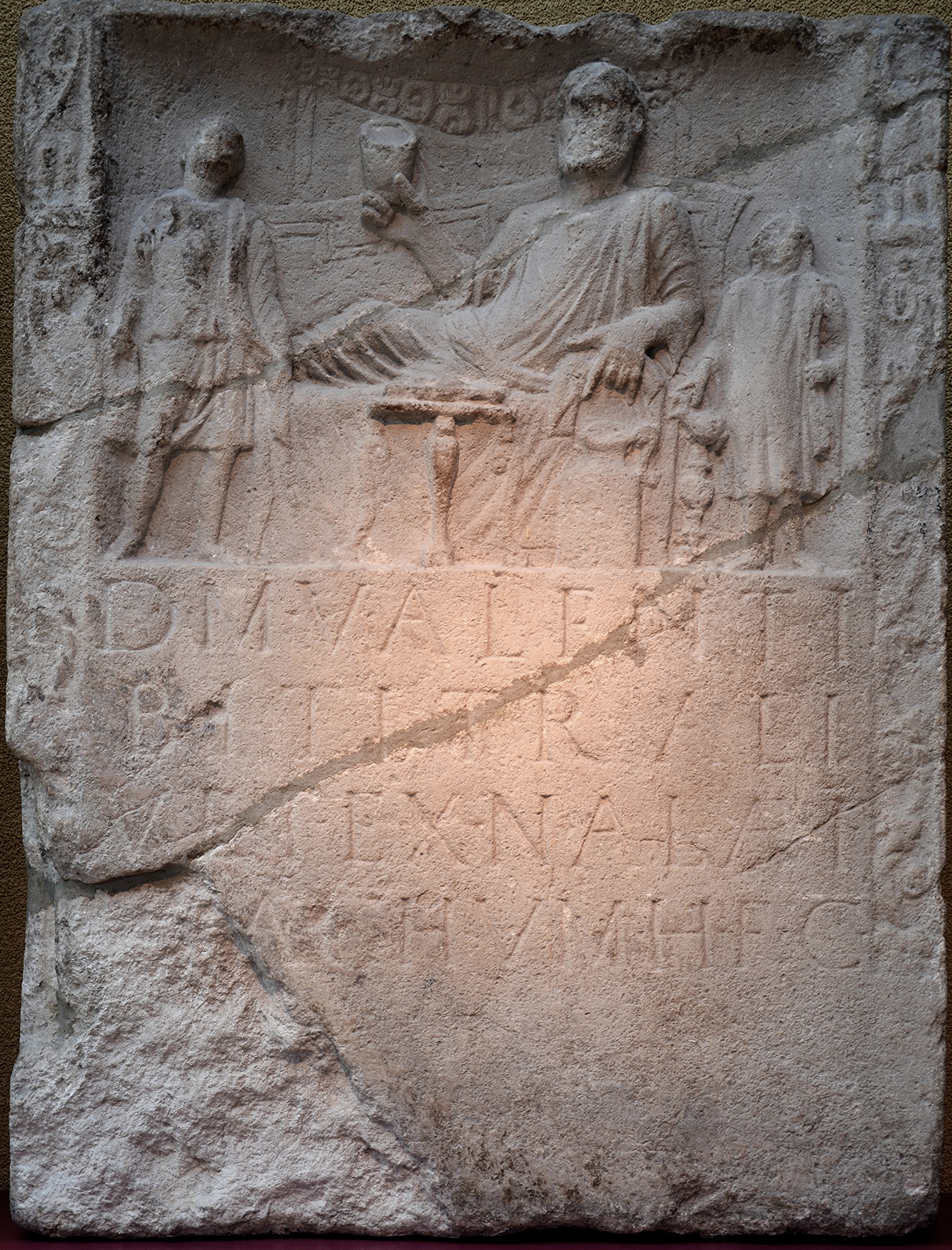
Stèle funéraire en l'honneur de Valens, fils de Bitritalis, soldat de l'Ala I Thracum (Britannia) né en Thrace et mort à Fectio (Vechten) en Germanie. Conservée au Rijksmuseum de Leyde. IIe s. ap. J.-C.

 (mars 2025).
L'Ala I Thracum (en français « Première aile des Thraces ») était une unité de cavaliers auxiliaires de l'armée romaine impériale, principalement stationnée en Grande-Bretagne actuelle, correspondant à la province romaine de Britannia. Elle est attestée par plusieurs documents épigraphiques la mentionnant, dont des diplômes militaires (sanctionnant la fin d'un service militaire et l'obtention de la citoyenneté romaine, bien souvent) et des inscriptions funéraires et votives.

## Histoire
Aux origines de la création de l'unité, les soldats de cette Ala furent recrutés parmi les pérégrins issus des peuples thraces, au sein du territoire de la province romaine de Thrace. L'unité était une Ala quingenaria, soit une Ala simple. L'effectif théorique de l'Ala était donc de 480 hommes, elle était composée de 16 turmae (une turme est un escadron) de 30 cavaliers (sg. : eques, pl : equites) chacun.
L'Ala était principalement stationnée dans les provinces de Britannia et de Germanie. Elle est mentionnée sur des diplômes militaires pour les années 103 à 152 apr. J.-C.,
L'unité, formée au début de l'époque impériale ou à la fin de l'époque républicaine, fut d'abord stationnée en Germanie, probablement jusqu'en 43, avant les campagnes de Claude outre-manche. Elle est ensuite probablement déplacée la province de Britannia nouvellement créée lors de la conquête par Aulus Plautius. Un diplôme atteste la présence de l'unité en Britannia pour la première fois en 103 ap. J.-C. Dans ce diplôme, l'Ala est mentionnée comme faisant partie des troupes stationnées dans la province. Un autre diplôme, daté de 124 ap. J.-C., atteste la présence de l'unité dans la même province.
Entre 124 et 127, l'Ala est vraisemblablement transférée dans la province de Germanie inférieure, où elle est attestée pour la première fois par un diplôme daté de 127 ap. J.-C. D'autres diplômes, datés de 150 à 152, attestent toujours la présence de l'unité en Germanie.
La dernière trace épigraphique de stationnement de l'unité est l'inscription CIL, XIV, 5340, datée de 251/260 ap. J.-C., au moment du règne de Trébonien Galle, Valérien et Gallien.

## Lieux de stationnement connus
Les principaux sites de stationnement de l'unité, déduits par la présence de documents épigraphiques sont :
En Bretagne, Corinium Dobunnorum (Cirencester), du fait de la découverte de l'inscription RIB 109 sur le site, et en Germanie, à Fectio (Vechten), près d'Utrecht.

## Membres connus
Grâce à la documentation épigraphique, plusieurs soldats et officiers de cette Ala sont connus.
Commandants :
- M(arcus) Aurelius Hermogenes, préfet de l'aile (CIL, XIV, 5340)
- Q(uintus) Didius Euhodian[us], préfet de l'aile (CIL, XIII, 12058)

Soldats :
- Longinus Sdapeze fils de Matucus, un duplicarius (soldat du rang recevant double ration) originaire de Sardica en Thrace (RIB 201), inhumé en Bretagne dans les années 50 ap. J.-C.[3], et dont la stèle funéraire porterait des mutilations contemporaines de la révolte de Boadicée[4].
- Sextus Valerius Genialis, un cavalier issu des Frisiavons (RIB 109), dont la stèle funéraire est exposée au musée archéologique de Cirencester[5].
- Valens, fils de Bitritalis, un vétéran enterré à Vechten (CIL, XIII, 8818)

## Autres régiments auxiliaires portant le nom d'Ala I Thracum
- l'Ala I Augusta Thracum. Elle est attestée par des diplômes militaires de 86 à 151 et était stationnée dans les provinces de Syrie, de Rhétie et de Norique
- L'Ala I Thracum Herculana. Elle est attestée par des diplômes de 94 à 206 et était stationnée dans les provinces de Cappadoce, de Syrie et d'Egypte.
- L'Ala I Thracum Mauretana. Elle est attestée par des diplômes de 86 à 206 et était stationnée dans les provinces de Maurétanie Césarienne, de Judée, et d'Egypte.
- L'Ala I Thracum Veterana. Elle est attestée par des diplômes de 86 à 192 et était stationnée dans les provinces de Rhétie, de Pannonie Supérieure, et de Pannonie inférieure.
- L'Ala I Thracum Victrix. Elle est attestée par des diplômes de 79 à 163 et était stationnée dans les provinces de Norique et de Pannonie Supérieure.